# خمیده‌شاخ‌واران
خمیده‌شاخ‌واران (نام علمی: Ancyloceratoidea) نام یک بالاخانواده از زیرراسته خمیده‌شاخیان است.